# Exosporium tiliae
Exosporium tiliae är en svampart som beskrevs av Link 1809. Exosporium tiliae ingår i släktet Exosporium, divisionen sporsäcksvampar och riket svampar.  Arten är reproducerande i Sverige. Inga underarter finns listade i Catalogue of Life.